# Czerwona Polana

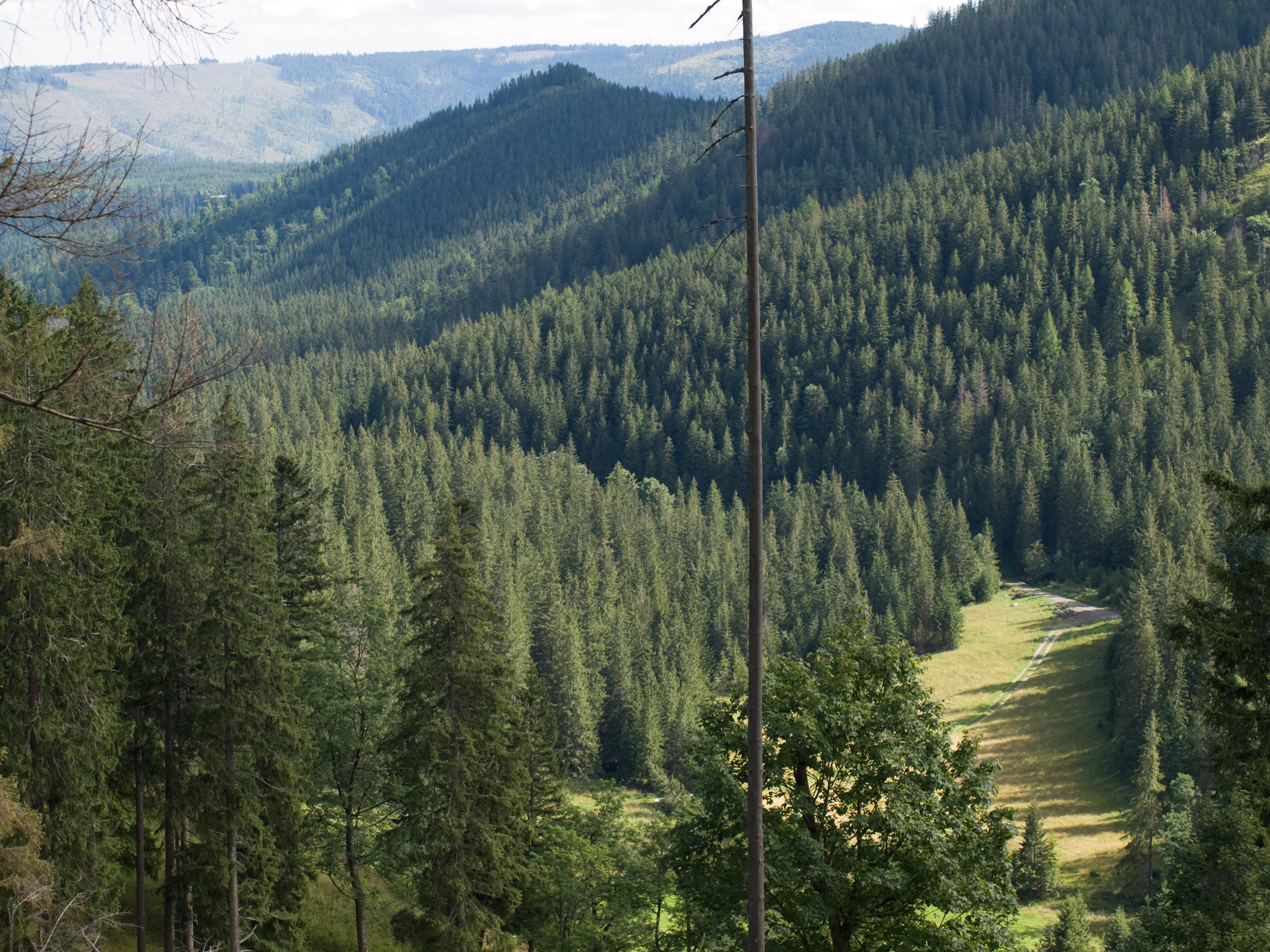
Czerwona Polana widoczna na dnie Doliny Czerwonej

Czerwona Polana, błędnie Czerwienna Polana (słow. Červená poľana, Červené lúky) – polana położona na wysokości od 1100 do 1135 m n.p.m. znajdująca się w środkowej części Doliny Czerwonej w słowackiej części Tatr Wysokich. Czerwona Polana stanowi największą polanę w Dolinie Czerwonej. Nieco na wschód od niej przepływa główny ciek wodny tej doliny – Czerwony Potok. Ponad nią góruje wierzchołek Czerwonej Skałki. W kierunku Czerwonej Polany nie prowadzą żadne znakowane szlaki turystyczne, gdyż znajduje się na obszarze ochrony ścisłej, którym objęta jest m.in. Dolina Czerwona.
Czerwona Polana była niegdyś wypasana przez górali z Jurgowa i innych podhalańskich wsi. Stały tu dawniej szałasy i szopy pasterskie.